# اسم ضرب
اسم الضرب إما:
1. مصدرٌ يفيد نوعا من أنواع المفعول، أي طريقةً لفعل الشيء معيَّنةً وضربا منه. يسمى كذلك التروبونيم (من تروبو- «قلب»[3] و-نيم «اسم» بالإغريقية)

- مثال: الدَّربَلَةُ — ضربٌ من المشي. فالدربلة مصدر وكذلك المشي.

وإما
1. اسمٌ[5] يفيد نوعا من أنواع المسمى، أي فردًا من أفراده وشيءًا ينطبق عليه اسمه. يسمى كذلك الهيبونيم (من هيبو- «تحت» و-نيم «اسم» بالإغريقية)

- مثال: الدِّرَقلُ — ضربٌ من الثياب. فالدرقل اسم وكذلك الثياب.

## حواش ومراجع
1. ↑  الاسم هنا بمعنى اللفظ الذي ليس فعلا ولا حرفا (قسم كلام)
2. ↑  الضرب هنا اسم بمعنى النوع لا مصدر
3. ↑  القلب هنا مصدر بمعنى الصرف لا اسم
4. 1 2  مقاييس اللغة، باب دَنقَشَ
5. ↑  الاسم هنا بمعنى الاسم الذي ليس نعتا ولا ظرفا ولا مصدرا